# Осада Фемискиры
Осада Фемискиры (ок. 71 до н. э.) — осада римскими войсками понтийского города Фемискира (или Темискира) в ходе Третьей Митридатовой войны.
В начале Третьей Митридатовой войны понтийцы потерпели поражение и были вынуждены отступить обратно в Понт. Армия Митридата VI потерпела ещё одно поражение при Кабире, а сам Митридат нашёл убежище у своего зятя армянского царя Тиграна. Между тем римские войска под командованием Лукулла занялись осадой многочисленных понтийских городов и крепостей, которая продолжалась с 71 по 70 гг. до н. э.
Ещё до битвы при Кабире Лукулл отправил часть своей армии для осады Фемискиры.
Согласно Аппиану:
Осаждавшие жителей Темискиры выстроили против них башни, насыпали большие насыпи и вырыли подземные ходы столь большие, что в них под землей большими отрядами вступали друг с другом в рукопашный бой. Жители же Темискиры, сделав сверху в эти ходы отверстия, пускали туда против работающих медведей и других диких животных, а также рои пчел. 
После битвы при Кабире римлянам удалось взять Фемискиру.